# ساتن-آن-د-فورست
ساتن-آن-د-فورست (به انگلیسی: Sutton-on-the-Forest) یک روستا و محله مدنی در بریتانیا است که در همبلتون واقع شده‌است. ساتن-آن-د-فورست ۷۷۳ نفر جمعیت دارد.